# Softball Forlì
Il Softball Forlì è una società sportiva di Forlì.

## Storia
Nata nel 1969, la società è affiliata alla F.I.B.S. (Federazione Italiana Baseball Softball).
Nel 2017 ha conquistato per la quarta volta nella sua storia il titolo di Campione d'Italia.
Nel 2018 ha conquistato per la nona volta la Coppa Italia. Nell'agosto dello stesso anno ha organizzato la European Première Cup e si è classificata terza.
Il 2021 ha visto Forlì mettere a segno il secondo double della sua storia: ha vinto il massimo trofeo europeo a Buttrio, mentre in campionato sembrava uscita in semifinale contro Saronno, ma questo è stato eliminato dal giudice sportivo. In finale vi è stata una netta affermazione per 3-0 su Bollate.
Non riesce a ripetersi in finale di Première Cup 2022 a Bollate contro l'Olympia Haarlem, che prevale per 4-3.
Il 30 settembre 2023 il Softball Club Forlì ha conquistato il suo 6º Scudetto della Storia, battendo in finale Caronno (3-0 nella serie) e dopo aver eliminato in semifinale Saronno (sempre 3-0 nella serie).

## Palmares
La squadra di softball milita in serie A1 ed ha vinto sei volte lo Scudetto (2002), (2006), (2008), (2017), (2021), (2023), nove volte la Coppa Italia (2000), (2003), (2004), (2005), (2010), (2013), (2014), (2016), (2018).
Per quanto riguarda i campionati europei per Club vanta 17 partecipazioni dal 1997, anno della prima partecipazione alla European Première Cup Women.
Ha vinto la Première Cup quattro volte (1997), (2002), (2007), (2021) e la Coppa delle Coppe sei volte (2000), (2005), (2006), (2011), (2015), (2019).
Nella sua storia ha vinto un campionato giovanile: con la categoria Under 21 nel 2014.

## Roster
| Giocatore          | Ruolo  |
| ------------------ | ------ |
| Cacciamani Ilaria  | P/LF   |
| Cerioni Miriana    | 3B     |
| Cortesi Noemi      | SS     |
| Gasparotto Marta   | C/UTL  |
| Giacometti Noemi   | C/OF   |
| Laghi Martina      | SS     |
| Mambelli Virginia  | UTL    |
| Marchini Adele     | 3B     |
| Maroni Beatrice    | C/3B   |
| Onofri Carlotta    | 1B/P   |
| Onofri Veronica    | RF     |
| Piancastelli Erika | C/UTL  |
| Ricchi Beatrice    | CF/UTL |
| Spiotta Alice      | 2B     |
| Vigna Laura        | CF     |